# Wydział Elektryczny Uniwersytetu Morskiego w Gdyni
Wydział Elektryczny Uniwersytetu Morskiego w Gdyni – jeden z czterech wydziałów Uniwersytetu Morskiego w Gdyni.

## Historia
Pierwszy nabór studentów na wydział miał miejsce w roku akademickim 1969/1970. Pierwsze dyplomy (inżyniera elektryka okrętowego i inżyniera elektronika okrętowego) wydano w 1974. W tym samym roku uczelnia otrzymała uprawnienia do prowadzenia studiów magisterskich. Od tego momentu kształcono specjalistów na kierunkach elektrotechnika okrętowa i radiokomunikacja morska. W 1973 zostały powołane dwa wydziałowe instytuty (Automatyki i Radiokomunikacji Morskiej z dyrektorem Jerzym Wielandem oraz Eksploatacji Elektrycznych Urządzeń Okrętowych pod dyrekcją Edmunda Markowskiego). W 1980 nastąpiła reorganizacja i w miejsce poprzednich powołano trzy nowe instytuty: Automatyki Okrętowej (dyrektor prof. Józef Lisowski), Elektroenergetyki Okrętowej (dyrektor doc. Ryszard Białek) oraz Radiokomunikacji Morskiej, od 1984 Radioelektroniki Morskiej (dyrektor doc. Jerzy Czajkowski, doc. Maciej Walaszek i doc. Wiesław Sieńko). 

## Kierunki kształcenia
Dostępne kierunki:
- Elektronika i Telekomunikacja (studia I i II stopnia)
- Elektrotechnika (studia I i II stopnia)
- Informatyka (studia I i II stopnia)

## Poczet dziekanów
1. dr inż. Eugeniusz Bartosiński (1969–1972)
2. dr inż. Jan Bohdanowicz (1972–1975)
3. dr inż. Zygmunt Bendyk (1975–1981)
4. dr inż. Jan Bohdanowicz (1981–1982)
5. dr inż. Jerzy Czajkowski (1982–1984)
6. prof. dr hab. inż. Jerzy Majewski (1984–1990)[1]
7. prof. dr hab. inż. Janusz Mindykowski (1990–1993)
8. dr hab. inż. Wiesław Sieńko (1993–1999)
9. dr hab. inż. Leszek Morawski (1999–2005)
10. prof. dr hab. inż. Janusz Mindykowski (2005–2012)
11. prof. dr hab. inż. Janusz Zarębski (2012–2016)
12. prof. dr hab. inż. Krzysztof Górecki (od 2016)

## Władze Wydziału
W kadencji 2020–2024:
| Stanowisko                             | Imię i nazwisko                      |
| -------------------------------------- | ------------------------------------ |
| Dziekan                                | prof. dr hab. inż. Krzysztof Górecki |
| Prodziekan ds. Naukowych i Studenckich | dr hab. inż. Piotr Jankowski         |
| Prodziekan ds. Morskich i Promocji     | dr inż. Karol Korcz                  |
| Prodziekan ds. Organizacji Studiów     | dr inż. Adam Muc                     |

## Struktura organizacyjna
| Jednostka                           | Kierownik                             |
| ----------------------------------- | ------------------------------------- |
| Katedra Automatyki Okrętowej        | dr hab. inż. Piotr Mysiak             |
| Katedra Elektroenergetyki Okrętowej | prof. dr hab. inż. Janusz Mindykowski |
| Katedra Elektroniki Morskiej        | prof. dr hab. inż. Janusz Zarębski    |
| Zakład Telekomunikacji Morskiej     | dr inż. Wiesław Citko                 |